# Kathrin Standhardinger
Kathrin Standhardinger (* 7. Juni 1990 in München) ist eine deutsche Volleyballspielerin.

## Karriere
Gemeinsam mit ihrer Zwillingsschwester Kristin startete Kathrin Standhardinger ihre Volleyballkarriere bei der FTM Blumenau. Nach dem Wechsel zum TS Jahn München zu Trainerin Anke Elwassimy erreichten deren Tochter Mona und die beiden Zwillinge den dritten Platz beim Bundesspielfest 2002 der E-Jugend. Diesen Erfolg konnte der Münchner Verein im folgenden Jahr bei den deutschen D-Jugendmeisterschaften in Nordhorn wiederholen. Den dritten bayerischen Meistertitel in Folge erreichten die jungen Damen des TS Jahn 2004 als C-Jugendliche, bei den nationalen Meisterschaften gab es den achten Platz. Anschließend erfolgte der Wechsel zum SV Lohhof. 2007 gelang der Bronzerang bei den deutschen Meisterschaften der U-21, bei der U-18 reichte es sogar zum Vizemeister. Zeitgleich spielten die drei Münchnerinnen auch schon in der ersten Damenmannschaft in der zweiten Bundesliga. Während Elwassimy 2008 zum Erstbundesligisten Allianz Volley Stuttgart wechselte, blieben die Zwillinge in Unterschleißheim und stiegen mit dem SVL in der folgenden Saison in die höchste deutsche Spielklasse auf. Die Bundesligasaison 2009/10 erlebten die Schwestern allerdings nicht mit, denn sie entschieden sich für ein Volleyball-Stipendium in den Vereinigten Staaten. Als Studentin der Armstrong Atlantic State’s University wurde Kathrin Standhardinger zum Peach Belt Conference Neuling des Jahres gewählt, sie war damit erst die dritte Volleyballerin ihrer Universität, der dies gelang. Außerdem wurde die Studentin am 5. Oktober 2009 PBC Player of the week. Seit der Saison 2010/11 schlagen die Standhardingers wieder für den SV Lohhof auf, diesmal jedoch in der zweiten Mannschaft in der Regionalliga, da sie ihr Hauptaugenmerk auf ihre berufliche Fortbildung legen werden.

## Privates
Kathrin und Kristin sind die Töchter von Elizabeth, einer gebürtigen Philippinerin, und Gunter Standhardinger. Der ein Jahr ältere Bruder der Zwillinge Christian spielt Basketball und wechselte ebenfalls 2009 zum Studium und zur spielerischen Weiterentwicklung in der NCAA in die Vereinigten Staaten.